# Eerste Divisie 2013-14
La Eerste Divisie 2013-14, conocida como Jupiler League por motivos de patrocinio, es la quincuagésimaoctava edición de la Eerste Divisie, equivalente a la segunda división de fútbol de los Países Bajos, creada en 1955. La temporada comenzó en agosto de 2013 y terminará en mayo de 2014 con el Nacompetitie , un torneo de promoción y descenso con participación de los equipos en los decimosexto y decimoséptimo puestos de la división superior (Eredivisie).

## Ascensos y descensos
| Pos | Ascendidos a la Eredivisie |
| --- | -------------------------- |
| 1.º | Cambuur Leeuwarden         |
| 4.º | Helmond Sport (promoción)  |

| Pos  | Descendidos a la Eerste Divisie |
| ---- | ------------------------------- |
| 17.º | VVV-Venlo (promoción)           |
| 18.º | Willem II                       |

## Equipos de la temporada 2013/14
| Club            | Ciudad     |
| --------------- | ---------- |
| Achilles '29    | Groesbeek  |
| Jong Ajax       | Ámsterdam  |
| Almere City FC  | Almere     |
| FC Den Bosch    | Bolduque   |
| FC Dordrecht    | Dordrecht  |
| FC Eindhoven    | Eindhoven  |
| FC Emmen        | Emmen      |
| Excelsior       | Róterdam   |
| Fortuna Sittard | Sittard    |
| De Graafschap   | Doetinchem |

| Club                | Ciudad     |
| ------------------- | ---------- |
| Helmond Sport       | Helmond    |
| MVV Maastricht      | Maastricht |
| TOP Oss             | Oss        |
| Jong PSV            | Eindhoven  |
| Sparta Rotterdam    | Róterdam   |
| Stormvogels Telstar | Velsen     |
| Jong Twente         | Enschede   |
| FC Volendam         | Volendam   |
| VVV-Venlo           | Venlo      |
| Willem II           | Tilburg    |

## Tabla de posiciones
| Pos. | Equipo              | Pts | PJ | PG | PE | PP | GF | GC | DIF |
| ---- | ------------------- | --- | -- | -- | -- | -- | -- | -- | --- |
| 1    | Willem II           | 79  | 38 | 24 | 7  | 7  | 78 | 38 | +40 |
| 2    | FC Dordrecht        | 73  | 38 | 21 | 10 | 7  | 83 | 50 | +33 |
| 3    | Excelsior           | 66  | 38 | 18 | 12 | 8  | 70 | 39 | +31 |
| 4    | FC Den Bosch        | 62  | 38 | 18 | 8  | 12 | 61 | 60 | +1  |
| 5    | VVV-Venlo           | 61  | 38 | 18 | 7  | 13 | 58 | 52 | +6  |
| 6    | FC Eindhoven        | 60  | 38 | 18 | 6  | 14 | 69 | 60 | +9  |
| 7    | De Graafschap       | 58  | 38 | 16 | 10 | 12 | 67 | 48 | +19 |
| 8    | Fortuna Sittard     | 56  | 38 | 15 | 11 | 12 | 59 | 45 | +14 |
| 9    | FC Volendam         | 56  | 38 | 16 | 8  | 14 | 67 | 71 | -4  |
| 10   | Jong PSV            | 54  | 38 | 15 | 9  | 14 | 62 | 57 | +5  |
| 11   | MVV Maastricht      | 53  | 38 | 15 | 8  | 15 | 46 | 46 | 0   |
| 12   | FC Emmen            | 51  | 38 | 14 | 9  | 15 | 64 | 68 | -4  |
| 13   | Helmond Sport       | 51  | 38 | 13 | 12 | 13 | 62 | 67 | -5  |
| 14   | Jong Ajax           | 50  | 38 | 15 | 5  | 18 | 57 | 72 | -15 |
| 15   | Stormvogels Telstar | 45  | 38 | 13 | 6  | 19 | 50 | 79 | -29 |
| 16   | Sparta Rotterdam    | 44  | 38 | 12 | 8  | 18 | 58 | 51 | +7  |
| 17   | Jong Twente         | 43  | 38 | 12 | 7  | 19 | 47 | 61 | -14 |
| 18   | Almere City FC      | 41  | 38 | 11 | 8  | 19 | 49 | 65 | -16 |
| 19   | Oss                 | 31  | 38 | 9  | 4  | 25 | 49 | 78 | -29 |
| 20   | Achilles '29        | 25  | 38 | 6  | 7  | 25 | 40 | 89 | -49 |

| Asciende a la Eredivisie 2014-15 | Segunda ronda de Playoffs de ascenso | Primera ronda de Playoffs de ascenso | Desciende |

| (C) Campeón    |
| (P) Playoffs   |
| (D) Descendido |

### Ascenso/Descenso

#### Primera Ronda
| Local                                                | Resultado | Visitante       | Estadio                   | Fecha       | Hora  |
| ---------------------------------------------------- | --------- | --------------- | ------------------------- | ----------- | ----- |
| Fortuna Sittard                                      | 1 - 4     | De Graafschap   | Offermans Joosten Stadion | 28 de abril | 18:45 |
| De Graafschap                                        | 3 - 1     | Fortuna Sittard | De Vijverberg             | 2 de mayo   | 18:45 |
| De Graafschap avanza con un marcador global de 7 - 2 |           |                 |                           |             |       |

| Local                                                   | Resultado | Visitante        | Estadio                    | Fecha       | Hora  |
| ------------------------------------------------------- | --------- | ---------------- | -------------------------- | ----------- | ----- |
| Sparta Rotterdam                                        | 1 - 1     | FC Eindhoven     | Sparta Stadion Het Kasteel | 28 de abril | 20:45 |
| FC Eindhoven                                            | 0 - 2     | Sparta Rotterdam | Jan Louwers Stadion        | 2 de mayo   | 20:45 |
| Sparta Rotterdam avanza con un marcador global de 3 - 1 |           |                  |                            |             |       |

#### Semifinales
| Sparta Rotterdam                                                  | 1 - 0 | NEC              |
| NEC                                                               | 1 - 3 | Sparta Rotterdam |
| NEC Nijmegen descendió a la Eerste Divisie por un global de 4 - 1 |       |                  |

| Local     | Resultado | Visitante |
| --------- | --------- | --------- |
| VVV-Venlo | 1 - 3     | Dordrecht |
| Dordrecht | 2 - 1     | VVV-Venlo |

| Local         | Resultado | Visitante     |
| ------------- | --------- | ------------- |
| De Graafschap | 0 - 1     | RKC Waalwijk  |
| RKC Waalwijk  | 1 - 1     | De Graafschap |

| Local     | Resultado | Visitante |
| --------- | --------- | --------- |
| Den Bosch | 1 - 3     | Excelsior |
| Excelsior | 2 - 1     | Den Bosch |

#### Finales
| Sparta Rotterdam                                           | 2-2 | Dordrecht        |
| Dordrecht                                                  | 3-1 | Sparta Rotterdam |
| FC Dordrecht ascendió a la Eredivisie con un global de 5-3 |     |                  |

| RKC Waalwijk                                                                                            | 0-2 | Excelsior    |
| Excelsior                                                                                               | 2-2 | RKC Waalwijk |
| RKC Waalwijk descendió a la Eerste Divisie y el Excelsior ascendió a la Eredivisie con un global de 4-2 |     |              |